# Старая Станица (Старостаничное сельское поселение)

Компания «Престиж-Холдинг»

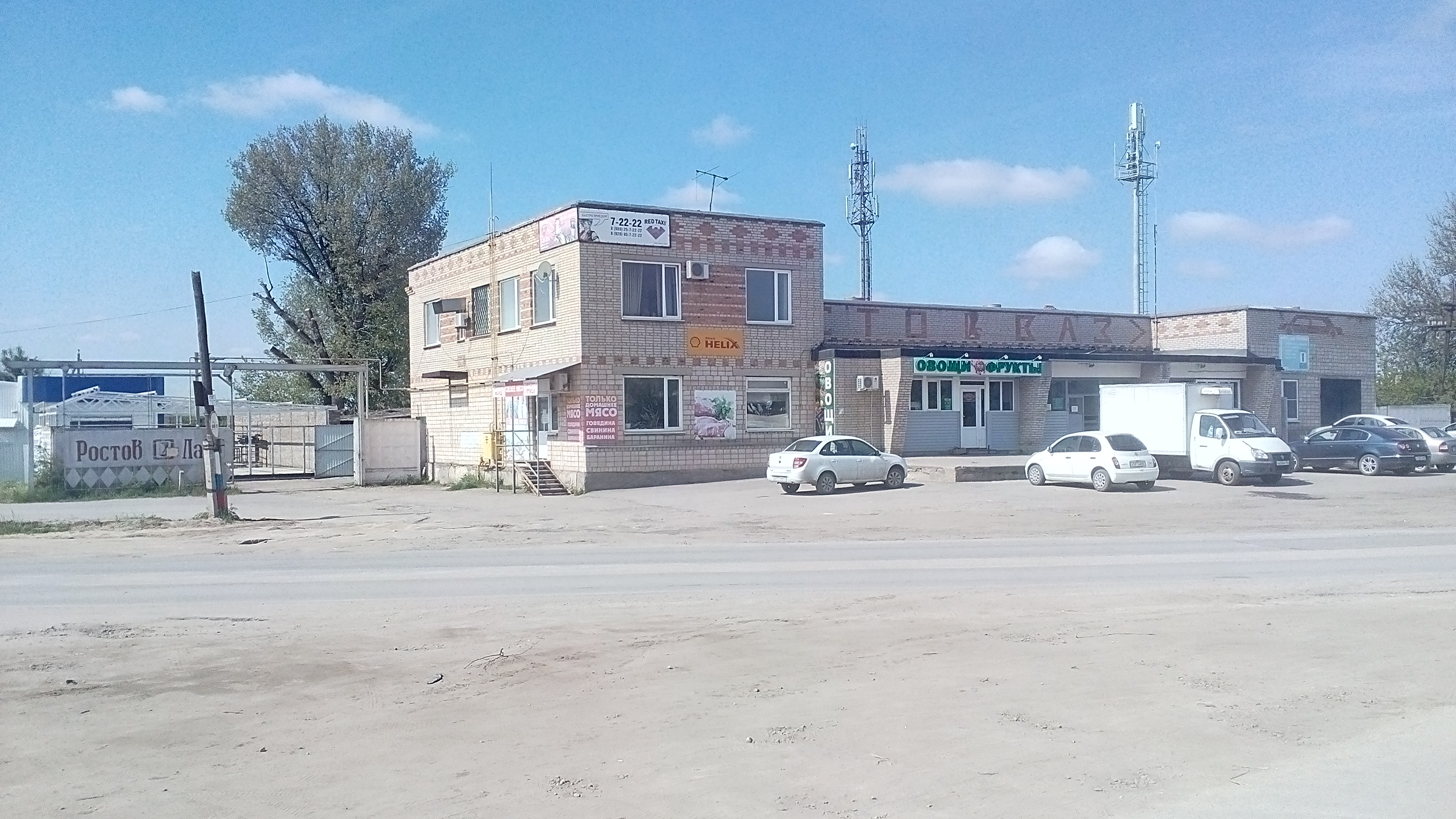
СТО «ВАЗ»

Ста́рая Стани́ца — станица в Каменском районе Ростовской области. Административный центр Старостаничного сельского поселения.

## История
Здесь, на левом низменном берегу Северского Донца с 1671 года располагалось поселение, впоследствии ставшее станицей Каменской, а затем городом Каменском-Шахтинским (с 1817 года жители станицы Каменской стали постепенно перебираться на высокий правый берег, где город существует и поныне). В ноябре 1993 года в состав Старой Станицы вошёл бывший хутор Скородумовка.

## География
Хутор расположен на левом берегу реки Северский Донец, рядом с железной дорогой (на западе), в близи автомобильной трассы М-4 «Дон» (на востоке).
С городом Каменск-Шахтинский, расположенным на противоположном берегу Северского Донца, соединён автомобильным и железнодорожным мостами, а также понтонной переправой.

### Уличная сеть
| - ул. 2-я Садовая - ул. 40 лет Победы - ул. 50 лет Победы - ул. Блинова - ул. Большевистская - ул. Буденного - ул. Вёшенская - ул. Вишнёвая - ул. Восточная - ул. Гагарина - ул. Донская - ул. Еланская - ул. Железнодорожная - ул. Заветы Ильича - ул. Звездная - ул. Казанская - ул. Кирова | - ул. Комарова - ул. Космонавтов - ул. Красноармейская - ул. Красное Знамя - ул. Курская - ул. Кутузова - ул. Лебединая - ул. Ленина - ул. Ломоносова - ул. Луговая - ул. Мигулинская - ул. Мира - ул. Октябрьская - ул. Парковая - ул. Пушкина - ул. Садовая - ул. Свердлова | - ул. Сосновая - ул. Строителей - ул. Суворова - ул. Театральная - ул. Фабричная - ул. Чайковского - ул. Чапаева - ул. Чехова - ул. Чкалова - ул. Шевченко - ул. Шолохова - ул. Щаденко - пер. 2-й Зелёный - пер. Верхний - пер. Весёлый - пер. Горный - пер. Донецкий | - пер. Зелёный - пер. Кинопрокатный - пер. Комсомольский - пер. Молодёжный - пер. Монтажный - пер. Новосёлый - пер. Овражный - пер. Партизанский - пер. Песчаный - пер. Почтовый - пер. Прудный - пер. Родниковый - пер. Светлый - пер. Транспортный - пер. Школьный |

## Население
| 1979 | 2002  | 2010  |
| ---- | ----- | ----- |
| 7201 | ↗8297 | ↗8508 |

## Экономика
В хуторе находится компания «Престиж-Холдинг», производящая лакокрасочные материалы, в том числе краски, выпускаемые под брендом «Престиж» и «Казачка».

## Достопримечательности
- Действуют храмы Николая Чудотворца и Преподобного Сергия Радонежского.
- Ландшафтный парк «Лога».

Фотогалерея
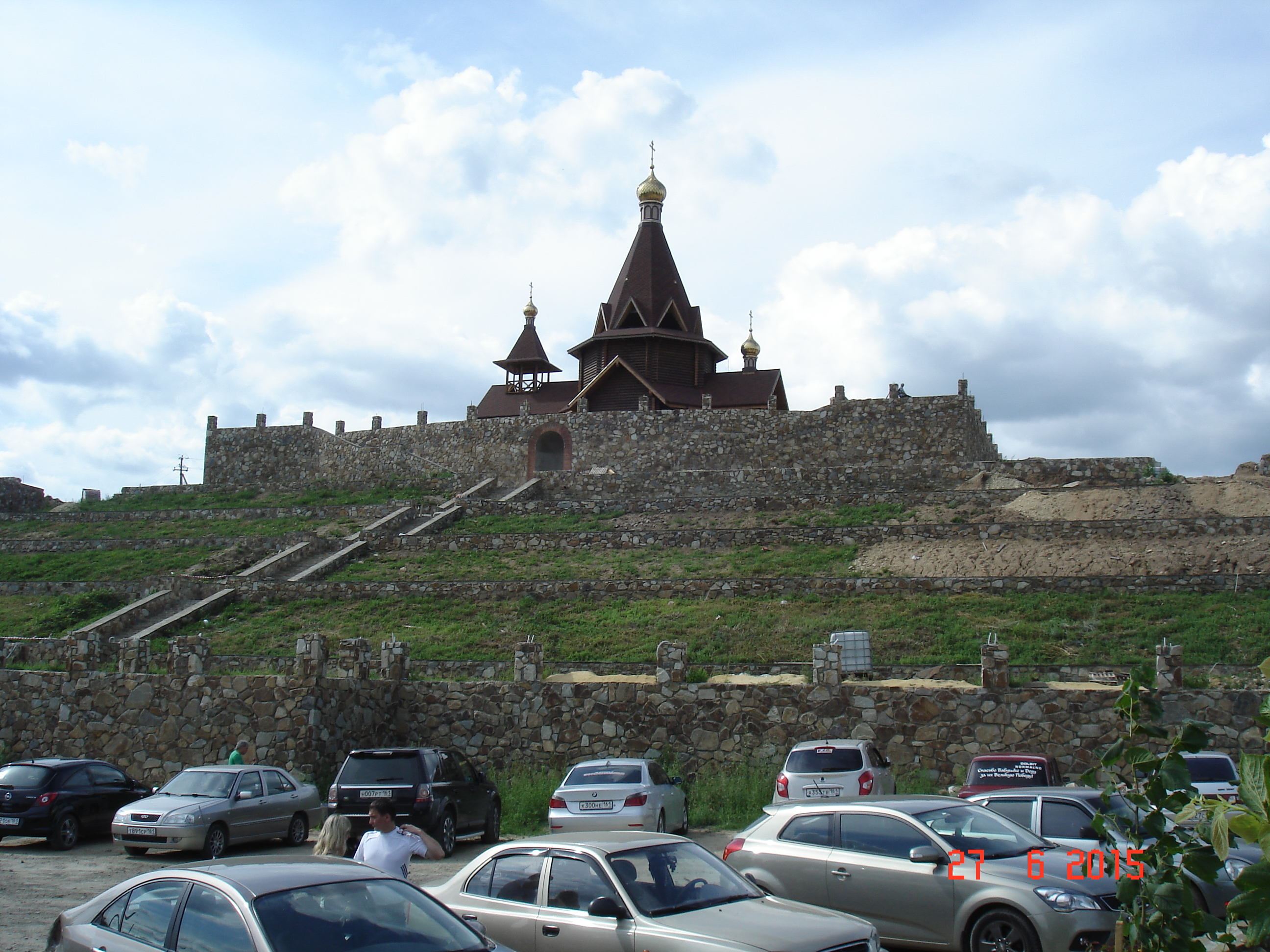
Храм Преподобного Сергия Радонежского
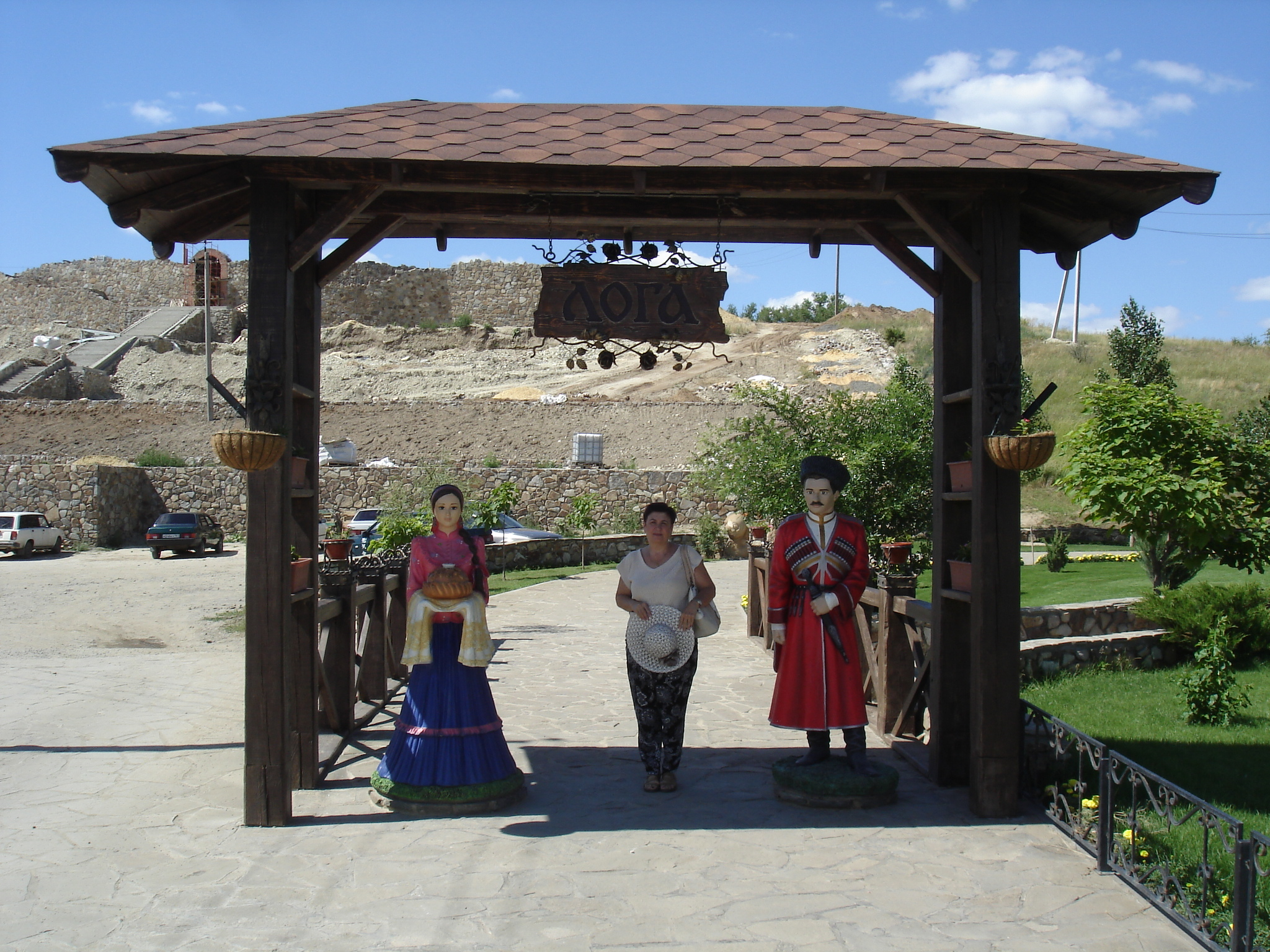
Деревянные входные ворота в парк «Лога»

## Известные уроженцы и жители
- Блинов, Никита Павлович (1914—1942) — гвардии старший лейтенант, командир танковой роты, Герой Советского Союза (5.11.1942 — посмертно), похоронен в пгт Белый Колодезь Харьковской области Украины.
- Овчаркин, Владимир Прокофьевич (1910—1995) — гвардии старшина, командир артиллерийского орудия, Герой Советского Союза (10.4.1945), похоронен в городе Волгодонске Ростовской области.
- Буравков, Юрий Александрович (род. 1931) — Герой Социалистического Труда.
- Кузнецов, Иван Филиппович (1928—1989) — участник Великой Отечественной войны, полный кавалер ордена Славы (самый молодой из полных кавалеров этого ордена в СССР — 17 лет).